# تام سگف
تام سگف(عبری: תום שגב‎)، متولد ۱ مارس ۱۹۴۵، مورخ، نویسنده و روزنامه نگار اسرائیلی است.وی با مورخان نوین اسرائیل مرتبط است، گروهی که بسیاری از روایت‌های سنتی این کشور را به چالش می‌کشد.

## زندگینامه
سگف در قدس به دنیا آمده‌است. پدر و مادر او، ریکاردا (متخلص به ملتزر) و هاینز شورین، هنرمندانی بودند که در مدرسه هنر باهاوس با هم آشنا شده بودند و در سال ۱۹۳۵ به دلیل گرایش کمونیستی خود از آلمان نازی گریخته بودند (هاینز نیز یهودی بود). مادر سگف عکاس بود و پدرش که معمار و سازنده اسباب‌بازی بود، در جنگ اعراب و اسرائیل در سال ۱۹۴۸ در قدس کشته شد. زبان اول سگف آلمانی بود. مادرش هرگز زبان عبری را فراتر از سطح ابتدایی نیاموخته است. او مدرک لیسانس تاریخ و علوم سیاسی را از دانشگاه عبری اورشلیم و دکترای تاریخ را از دانشگاه بوستون در دهه ۱۹۷۰ دریافت کرده‌است. خواهر او سیاستمدار آلمانی جوتا اوستيرل شفیرین است.

## حرفۀ روزنامه‌نگاری
سگف در طول دهه ۱۹۷۰ به عنوان خبرنگار برای معاریو در بن کار می‌کرد.  او استاد مدعو دانشگاه راتگرز (۲۰۰۱-۲۰۰۲)،  دانشگاه کالیفرنیا در برکلی (۲۰۰۷)  و دانشگاه نورت‌ایسترن بود، جایی که دوره‌ای در مورد انکار هولوکاست را در آنجا تدریس کرد. او یک ستون هفتگی برای روزنامه هاآرتص می نویسد و کتاب‌هایش به چهارده زبان دنیا منتشر شده است.
در کتاب هفت میلیونمین: اسرائیلی ها و هولوکاست (۱۹۹۳)، سگف تأثیر تعیین‌کنندۀ هولوکاست بر هویت، ایدئولوژی و سیاست اسرائیل را بررسی می‌کند. هرچند این اثر بحث برانگیز بود، اما در مجله مرور کتاب لس آنجلس تایمز  توسط الی ویزل تحسین شد. 
در یک فلسطین، تماما: یهودیان و عرب‌ها تحت قیمومت بریتانیا، که بهترین کتاب منتخب نیویورک تایمز (۲۰۰۰) و دریافت‌کننده جایزه کتاب ملی یهودی در رده اسرائیل است، سگف دوران قیمومیت بریتانیا در فلسطین (۱۹۱۷-۱۹۴۸) را توصیف می‌کند.
سگف دربارۀ تاریخچۀ پیشینه اجتماعی و سیاسی جنگ شش روزه را در کتاب ۱۹۶۷: اسرائیل، جنگ و سالی که خاورمیانه را متحول‌کرد (۲۰۰۶)، بیان می‌کند که [پیش از جنگ شش روزه] هیچ تهدید وجودی برای اسرائیل از نقطه نظر نظامی وجود ندارد. سگف همچنین تردید دارد که همسایگان عرب واقعاً به اسرائیل حمله کرده‌باشند. به گفتۀ سگف، حمله ارتش اردن به قدس‌غربی دلیلی خوشایند برای حمله به اورشلیم‌شرقی بود. اگرچه اشغال قدس‌شرقی از نظر سیاسی برنامه ریزی نشده بود، نویسنده آن را امری همیشه مطلوب [درنظر سیاست‌مداران] می‌داند.
در فوریه ۲۰۱۸، سگف بیوگرافی دیوید بن گوریون را منتشر کرد.

## آثار منتشر شده
- ۱۹۴۹: اسرائیلی‌های نخستین (عبری: ۱۹۸۴،شابک ‎۹۶۵−۲۶۱−۰۴۰−۲ ; انگلیسی: ۱۹۹۸،شابک ‎۰−۸۰۵۰−۵۸۹۶−۶ )
- سربازان شیطان: فرماندهان اردوگاه‌های کار اجباری نازی (۱۹۸۸،شابک ‎۰−۰۷−۰۵۶۰۵۸−۷ )
- یک فلسطین، تماما: یهودیان و اعراب تحت قیمومیت بریتانیا (۲۰۰۰،شابک ‎۰−۳۱۶−۶۴۸۵۹−۰ )
- هفت میلیونمین: اسرائیلی‌ها و هولوکاست (۲۰۰۰،شابک ‎۰−۸۰۵۰−۶۶۶۰−۸ )
- الویس در اورشلیم: پساصهیونیسم و آمریکایی‌شدن اسرائیل (۲۰۰۳،شابک ‎۰−۸۰۵۰−۷۲۸۸−۸ )
- اسرائیل در سال ۱۹۶۷، و زمین ظاهر خود را تغییر داد (عبری: ۲۰۰۵،شابک ‎۹۶۵−۰۷−۱۳۷۰−۰ )
- ۱۹۶۷: اسرائیل، جنگ و سالی که خاورمیانه را متحول کرد ، کتاب متروپولیتن (۲۰۰۶)
- Simon Wiesenthal: The Life and Legends ، جاناتان کیپ (۲۰۱۰)
- یک دولت به هر قیمتی، زندگی دیوید بن گوریون (عبری و آلمانی: ۲۰۱۸؛ انگلیسی: ۲۰۱۹)